# Karawaci Baru
Karawaci Baru is een bestuurslaag in het regentschap Tangerang van de provincie Banten, Indonesië. Karawaci Baru telt 12.950 inwoners (volkstelling 2010).